# Carlos Pumares Pardo
Carlos Pumares Pardo (Portugalete, Biscaia, 29 de setembre de 1943- 12 d'octubre de 2023) fou un crític de cinema i periodista espanyol.

## Ressenya biogràfica
Llicenciat en Ciències Físiques, va ser assessor cinematogràfic del programa de RTVE La clave, que presentava i dirigia el periodista José Luis Balbín, des de la primera fins a l'última retransmissió. En ell, una pel·lícula servia com a introducció als diversos temes que després debatrien els convidats, amb preguntes que els espectadors realitzaven telefònicament cap al final de l'espai.
A principis dels 80 va començar a presentar el programa radiofònic Polvo de estrellas, gairebé com un experiment, ja que era la primera vegada en aquest mitjà que s'apostava per un format orientat al cinema i altres arts com el teatre.
Després de la cancel·lació de Polvo de estrellas a la cadena Onda Cero, Pumares va col·laborar en el portal Terra amb un espai denominat «El monolito de Pumares». En ell donava respostes a les preguntes dels internautes sobre el món del cinema. L'espai es va mantenir en el portal fins a l'estiu de 2004. Així mateix, va col·laborar com a contertulià en el programa Crónicas marcianas fins a la seva desaparició al juliol de 2005.
Actualment, Pumares realitza crítica de cinema en el diari La Razón, presenta a Radio Voz La salud natural —espai diari dedicat a la medicina natural—, manté un blog per a comentar notícies relacionades amb el món del cinema, és col·laborador i contertulià fix del magazín matina Sin ir más lejos d'Aragón TV i realitza un programa setmanal al canal Veo 7 (TDT) anomenat Veo Cine, els dissabtes, a les 23 hores.
Carlos Pumares va intervenir com a actor a FBI: Frikis Buscan Incordiar (Javier Cárdenas, 2004) i a Torrente 3, el protector (Santiago Segura, 2005); i signà els guions de les pel·lícules La casa de las chivas (León Klimovsky, 1972), Separación matrimonial (Angelino Fons, 1973), Una mujer prohibida (José Luis Ruiz Marcos, 1974), El extraño amor de los vampiros (Klimovsky, 1977) i el de la sèrie televisiva El hotel de las mil y una estrellas (Yagüe, 1978). Posteriorment va realitzar alguna col·laboració al programa Sálvame i formà part del jurat del programa de Tele5 ¡Mira quién salta!.

### Polvo de estrellas
Polvo de estrellas s'emetia diàriament (excepte els dissabtes) en la desapareguda Antena 3 Radio a partir de la 1.30 de la matinada, després de l'esportiu dirigit per José María García. La seva durada inicial era de mitja hora, però a causa de les bones audiències va arribar a allargar-se fins a les tres hores, sempre de matinada i en aquesta mateixa cadena.
El programa constava del següent:
- Trucades telefòniques i peticions de l'audiència.
- Resolució dels dubtes d'aquests. Algunes d'elles eren detalls de pel·lícules antigues i/o de difícil localització que Pumares gairebé sempre resolia, guanyant-se una gran credibilitat entre els radiooients.
- Reproducció de cançons difícils de trobar en el mercat per incloure's en discos de col·leccionistas o descatalogats. Aquests àlbums els guardava en un habitacle al qual denominava «la leonera».
- Realització de monogràfics, en els quals alternava la música amb corts de diàlegs de pel·lícules. Alguns dels més famosos tractaven sobre el gènere western i les seves diferents etapes en la història del cinema, sobre els germans Marx, sobre pel·lícules d'aventures, de terror, etc.
- Programació d'especials sobre pel·lícules. Van tenir gran èxit els dedicats a les pel·lícules 2001: una odissea de l'espai, Duel in the Sun o Apocalypse Now, entre molts altres.

També solia desplaçar-se a diferents festivals de cinema (Sitges, Valladolid, Sant Sebastià, Gijón, Berlín, Cannes, Venècia…), des d'on retransmetia els programes en directe.
La seva frase per a respondre a una trucada d'un oïdor, «Sí, bona nit, digui'm?», es va fer mítica entre els oïdors del seu programa, així com el seu comportament displicent cap a aquests.
Després de la desaparició d'Antena 3, el seu programa passa a Radio Voz, on, sense variació de continguts ni estructura, es reanomenat com a La voz de las estrellas. Allí roman fins que en 1999 entra en Onda Cero i recupera el seu títol original.

## Llibres publicats
- amb Manuel Villegas López, Jaime Salom i José Luis Garci: La casa de las chivas (Galaxia Films, 1971)
- amb Hugo Pratt: El secreto de Tristán Bantam: Cita en Bahía (Pala, 1971) ISBN 84-222-0205-0
- amb Alberto Solsona, José Luis Garci y Adolfo Castaño: Los cuentos de Popeye (Pala, 1973) ISBN 84-222-0301-4
- Un matrimonio perfecto (1973)
- Tan cerca y lejos (1973)
- Los colonizadores: argumento cinematográfico (1974)
- amb José Luis Garci, Adolfo Castaño y Alberto Solsona: Los cuentos de Rosario (Pala, 1974) ISBN 84-222-0302-2
- amb Dick Fulton y Adolfo Castaño: Mandrake: La dimensión X (Pala, 1974) ISBN 84-222-0103-8
- amb Lázaro Irazábal: Una de tantas (1974)
- amb Juan José Daza del Castillo i Abelardo Empecinado: Al amanecer (1975)
- amb Enrique Herreros, Juan José Daza del Castillo i Abelardo Empecinado: El chalet de los geranios (1975)
- amb Juan José Daza del Castillo: La noche de los vampiros (1975)
- col·laboració < Domingo López: Wild Wild East (2015)

Iván Reguera i Juan José Aparicio són autors del llibre Carlos Pumares: un grito en la noche (Alicante: Editorial Club Universitario, 2006. 226 páginas. ISBN 84-8454-506-7), una indagació en la figura d'aquest periodista.